# Élections législatives de 2012 en Moselle
Les élections législatives françaises de 2012 se déroulent les 10 et 17 juin 2012. Dans le département de la Moselle, neuf députés sont à élire dans le cadre de neuf circonscriptions, soit une de moins que lors des législatures précédentes, en raison du redécoupage électoral.

## Élus
| Circonscription | Député sortant      | Parti | Parti | Député élu ou réélu | Parti          | Parti          |
| --------------- | ------------------- | ----- | ----- | ------------------- | -------------- | -------------- |
| 1re             | François Grosdidier |       | UMP   | Aurélie Filippetti  |                | PS             |
| 2e              | Denis Jacquat       |       | UMP   | Denis Jacquat       |                | UMP            |
| 3e              | Marie-Jo Zimmermann |       | UMP   | Marie-Jo Zimmermann |                | UMP            |
| 4e              | Alain Marty         |       | UMP   | Alain Marty         |                | UMP            |
| 5e              | Céleste Lett        |       | UMP   | Céleste Lett        |                | UMP            |
| 6e              | Pierre Lang         |       | UMP   | Laurent Kalinowski  |                | PS             |
| 7e              | André Wojciechowski |       | UMP   | Paola Zanetti       |                | PS             |
| 8e              | Aurélie Filippetti  |       | PS    | Michel Liebgott     |                | PS             |
| 9e              | Anne Grommerch      |       | UMP   | Anne Grommerch      |                | UMP            |
| 10e             | Michel Liebgott     |       | PS    | Siège supprimé      | Siège supprimé | Siège supprimé |

## Impact du redécoupage territorial
Le département perd l'un de ses 10 sièges avec le redécoupage qui entraîne des modifications pour 6 des 9 circonscriptions restantes.
La disparition de la 10e circonscription (en fait, la 8e - la 10e prenant ensuite le numéro 8) entraîne la modification de 6 circonscriptions, comme suit : le canton de Rombas va à la 1re, laquelle échange le 1er canton de Metz-Ville contre une partie de Metz III avec la 3e ; le canton de Bouzonville passe à la 7e ; celui de Fameck reste à la 8e (avec, donc, les cantons de l'ancienne 10e) ; celui de Metzervisse passe à la 9e. Enfin, le canton de Grostenquin passe de la 7e à la 4e.

## Résultats

### Résultats à l'échelle du département
| Parti          | Parti                                        | Premier tour | Premier tour | Second tour | Second tour | Sièges |  |
| Parti          | Parti                                        | Voix         | %            | Voix        | %           | Sièges |  |
| -------------- | -------------------------------------------- | ------------ | ------------ | ----------- | ----------- | ------ |  |
|                | Parti socialiste                             | 135 695      | 35,32        | 177 579     | 47,56       | 4      |  |
|                | Europe Écologie Les Verts                    | 4 569        | 1,19         |             |             | 0      |  |
|                | Divers gauche dont MRC                       | 2 596        | 0,68         | 0           |             |        |  |
|                | Parti radical de gauche                      | 391          | 0,10         | 0           |             |        |  |
|                | Majorité présidentielle                      | 143 251      | 37,29        | 177 579     | 47,56       | 4      |  |
|                |                                              |              |              |             |             |        |  |
|                | Union pour un mouvement populaire            | 110 689      | 28,81        | 124 974     | 33,47       | 5      |  |
|                | Parti radical                                | 15 962       | 4,15         | 18 471      | 4,95        | 0      |  |
|                | Nouveau centre                               | 2 284        | 0,59         |             |             | 0      |  |
|                | Divers droite dont DLR, PCD                  | 2 173        | 0,57         | 0           |             |        |  |
|                | Droite parlementaire                         | 131 108      | 34,13        | 143 445     | 38,42       | 5      |  |
|                |                                              |              |              |             |             |        |  |
|                | Front national                               | 78 824       | 20,52        | 52 371      | 14,03       | 0      |  |
|                | Front de gauche                              | 13 560       | 3,53         |             |             | 0      |  |
|                | Divers écologiste dont MÉI, AÉI, Cap21 et GÉ | 4 632        | 1,21         | 0           |             |        |  |
|                | Extrême gauche dont LO, NPA et POI           | 4 484        | 1,17         | 0           |             |        |  |
|                | Mouvement démocrate                          | 4 362        | 1,14         | 0           |             |        |  |
|                | Divers                                       | 3 975        | 1,03         | 0           |             |        |  |
|                |                                              |              |              |             |             |        |  |
| Inscrits       | Inscrits                                     | 746 392      | 100,00       | 746 357     | 100,00      | 9      |  |
| Abstentions    | Abstentions                                  | 356 340      | 47,74        | 360 517     | 48,3        |        |  |
| Votants        | Votants                                      | 390 052      | 52,26        | 385 840     | 51,7        |        |  |
| Blancs et nuls | Blancs et nuls                               | 5 856        | 1,5          | 12 445      | 3,23        |        |  |
| Exprimés       | Exprimés                                     | 384 196      | 98,5         | 373 395     | 96,77       |        |  |

### Résultats par circonscription

#### Première circonscription (Metz-Ouest)
| Candidat       | Candidat                           | Parti             | Premier tour | Premier tour | Second tour | Second tour |  |
| Candidat       | Candidat                           | Parti             | Voix         | %            | Voix        | %           |  |
| -------------- | ---------------------------------- | ----------------- | ------------ | ------------ | ----------- | ----------- |  |
|                | Aurélie Filippetti sortante réélue | PS                | 20 190       | 43,58        | 25 551      | 59,04       |  |
|                | Julien Freyburger                  | UMP               | 11 876       | 25,64        | 17 727      | 40,96       |  |
|                | Delphine Haffner                   | RBM (FN)          | 8 721        | 18,82        |             |             |  |
|                | Patrick Abate                      | FG (PCF)          | 2 592        | 5,60         |             |             |  |
|                | Christine Singer                   | CpF (MoDem)       | 1 021        | 2,20         |             |             |  |
|                | Julien Vick                        | EÉLV              | 771          | 1,66         |             |             |  |
|                | Patricia Mouthon                   | DLR               | 255          | 0,55         |             |             |  |
|                | Cécile Lopez                       | NPA               | 194          | 0,42         |             |             |  |
|                | Fabien Schmitt                     | LO                | 182          | 0,39         |             |             |  |
|                | Louisa Benzaid                     | Divers écologiste | 160          | 0,35         |             |             |  |
|                | Nathalie Gremigni                  | AÉI               | 160          | 0,35         |             |             |  |
|                | Patrick Simon                      | POI               | 147          | 0,32         |             |             |  |
|                | Rémy Cahen                         | PPLD              | 58           | 0,13         |             |             |  |
|                | Pascal Schmitt                     | LO                | 0            | 0,00         |             |             |  |
|                |                                    |                   |              |              |             |             |  |
| Inscrits       | Inscrits                           | Inscrits          | 88 220       | 100,00       | 88 219      | 100,00      |  |
| Abstentions    | Abstentions                        | Abstentions       | 41 327       | 46,85        | 43 438      | 49,24       |  |
| Votants        | Votants                            | Votants           | 46 893       | 53,15        | 44 781      | 50,76       |  |
| Blancs et nuls | Blancs et nuls                     | Blancs et nuls    | 566          | 1,21         | 1 503       | 3,36        |  |
| Exprimés       | Exprimés                           | Exprimés          | 46 327       | 98,79        | 43 278      | 96,64       |  |

#### Deuxième circonscription (Metz-Sud)
| Candidat       | Candidat                    | Parti          | Premier tour | Premier tour | Second tour | Second tour |  |
| Candidat       | Candidat                    | Parti          | Voix         | %            | Voix        | %           |  |
| -------------- | --------------------------- | -------------- | ------------ | ------------ | ----------- | ----------- |  |
|                | Jean-Michel Toulouze        | PS             | 13 400       | 33,33        | 18 875      | 49,14       |  |
|                | Denis Jacquat sortant réélu | UMP            | 12 828       | 31,91        | 19 534      | 50,86       |  |
|                | Thierry Gourlot             | RBM (FN)       | 7 440        | 18,51        |             |             |  |
|                | Nathalie Colin-Oesterlé     | NC             | 2 284        | 5,68         |             |             |  |
|                | Danielle Bori               | FG (PCF)       | 1 577        | 3,92         |             |             |  |
|                | Marjorie Goujon             | CpF (MoDem)    | 950          | 2,36         |             |             |  |
|                | Sophie Reimeringer          | EÉLV           | 776          | 1,93         |             |             |  |
|                | Vincent Hermitant           | AÉI            | 215          | 0,53         |             |             |  |
|                | Pierre Jeras                | DLR            | 215          | 0,53         |             |             |  |
|                | Albert Dal Pozzolo          | POI            | 148          | 0,37         |             |             |  |
|                | Mario Rinaldi               | LO             | 146          | 1,93         |             |             |  |
|                | Adam Lehmann                | NPA            | 143          | 0,36         |             |             |  |
|                | Élodie Perrot               | S&P            | 77           | 0,19         |             |             |  |
|                |                             |                |              |              |             |             |  |
| Inscrits       | Inscrits                    | Inscrits       | 76 233       | 100,00       | 76 230      | 100,00      |  |
| Abstentions    | Abstentions                 | Abstentions    | 35 554       | 46,64        | 36 473      | 47,85       |  |
| Votants        | Votants                     | Votants        | 40 679       | 53,36        | 39 757      | 52,15       |  |
| Blancs et nuls | Blancs et nuls              | Blancs et nuls | 480          | 1,18         | 1 348       | 3,39        |  |
| Exprimés       | Exprimés                    | Exprimés       | 40 199       | 98,82        | 38 409      | 96,61       |  |

#### Troisième circonscription (Metz-Est)
| Candidat       | Candidat                            | Parti          | Premier tour | Premier tour | Second tour | Second tour |  |
| Candidat       | Candidat                            | Parti          | Voix         | %            | Voix        | %           |  |
| -------------- | ----------------------------------- | -------------- | ------------ | ------------ | ----------- | ----------- |  |
|                | Marie-Jo Zimmermann sortante réélue | UMP            | 15 138       | 38,13        | 20 200      | 53,75       |  |
|                | Christiane Pallez                   | PS             | 13 368       | 33,67        | 17 380      | 46,25       |  |
|                | Françoise Grolet (simple)           | RBM (FN)       | 7 012        | 17,66        |             |             |  |
|                | Jacques Maréchal                    | FG (PCF)       | 1 579        | 3,98         |             |             |  |
|                | Claudine Urruty                     | EÉLV           | 912          | 2,30         |             |             |  |
|                | Agnès Migaud                        | CpF (MoDem)    | 782          | 1,97         |             |             |  |
|                | Christian Loizeau                   | AÉI            | 276          | 0,70         |             |             |  |
|                | Édouard Klein                       | Pirate         | 265          | 0,67         |             |             |  |
|                | Gaël Diaferia                       | NPA            | 192          | 0,48         |             |             |  |
|                | Étienne Hodara                      | LO             | 180          | 0,45         |             |             |  |
|                |                                     |                |              |              |             |             |  |
| Inscrits       | Inscrits                            | Inscrits       | 74 069       | 100,00       | 74 064      | 100,00      |  |
| Abstentions    | Abstentions                         | Abstentions    | 33 863       | 45,72        | 35 279      | 47,63       |  |
| Votants        | Votants                             | Votants        | 40 206       | 54,28        | 38 785      | 52,37       |  |
| Blancs et nuls | Blancs et nuls                      | Blancs et nuls | 502          | 1,25         | 1 205       | 3,11        |  |
| Exprimés       | Exprimés                            | Exprimés       | 39 704       | 98,75        | 37 580      | 96,89       |  |

#### Quatrième circonscription (Sarrebourg)
| Candidat       | Candidat                  | Parti          | Premier tour | Premier tour | Second tour | Second tour |  |
| Candidat       | Candidat                  | Parti          | Voix         | %            | Voix        | %           |  |
| -------------- | ------------------------- | -------------- | ------------ | ------------ | ----------- | ----------- |  |
|                | Alain Marty sortant réélu | UMP            | 18 362       | 39,80        | 19 273      | 41,39       |  |
|                | Jean-Yves Schaff          | PS             | 13 471       | 29,20        | 15 940      | 34,23       |  |
|                | Cassandre Fristot         | RBM (FN)       | 11 180       | 24,23        | 11 356      | 24,39       |  |
|                | Estelle Gallot            | FG (PCF)       | 1 454        | 3,15         |             |             |  |
|                | Corinne Morgen            | MÉI            | 697          | 1,51         |             |             |  |
|                | Florence Thomas           | AÉI            | 557          | 1,21         |             |             |  |
|                | Annelyse Jacquel          | LO             | 416          | 0,90         |             |             |  |
|                |                           |                |              |              |             |             |  |
| Inscrits       | Inscrits                  | Inscrits       | 81 179       | 100,00       | 81 175      | 100,00      |  |
| Abstentions    | Abstentions               | Abstentions    | 34 232       | 42,17        | 33 875      | 41,73       |  |
| Votants        | Votants                   | Votants        | 46 947       | 57,83        | 47 300      | 58,27       |  |
| Blancs et nuls | Blancs et nuls            | Blancs et nuls | 810          | 1,73         | 731         | 1,55        |  |
| Exprimés       | Exprimés                  | Exprimés       | 46 137       | 98,27        | 46 569      | 98,45       |  |

#### Cinquième circonscription (Sarreguemines)
| Candidat       | Candidat                   | Parti          | Premier tour | Premier tour | Second tour | Second tour |  |
| Candidat       | Candidat                   | Parti          | Voix         | %            | Voix        | %           |  |
| -------------- | -------------------------- | -------------- | ------------ | ------------ | ----------- | ----------- |  |
|                | Céleste Lett sortant réélu | UMP            | 16 744       | 43,00        | 21 721      | 60,24       |  |
|                | Angèle Dufflo              | PS             | 9 714        | 24,94        | 14 334      | 39,76       |  |
|                | Philippe-Marcel Armand     | RBM (FN)       | 8 071        | 20,73        |             |             |  |
|                | Michel Uhring              | Divers         | 1 663        | 4,27         |             |             |  |
|                | Alphonse Walter            | FG (GU) (PCF)  | 1 294        | 3,32         |             |             |  |
|                | Sandra Pépino              | MÉI            | 639          | 1,64         |             |             |  |
|                | Carmen Eichert             | POI            | 284          | 0,73         |             |             |  |
|                | Arnaud Santimaria          | DLR            | 270          | 0,69         |             |             |  |
|                | Yann Lucas                 | LO             | 263          | 0,68         |             |             |  |
|                |                            |                |              |              |             |             |  |
| Inscrits       | Inscrits                   | Inscrits       | 74 632       | 100,00       | 74 623      | 100,00      |  |
| Abstentions    | Abstentions                | Abstentions    | 34 839       | 46,68        | 36 783      | 49,29       |  |
| Votants        | Votants                    | Votants        | 39 793       | 53,32        | 37 840      | 50,71       |  |
| Blancs et nuls | Blancs et nuls             | Blancs et nuls | 851          | 2,14         | 1 785       | 4,72        |  |
| Exprimés       | Exprimés                   | Exprimés       | 38 942       | 97,86        | 36 055      | 95,28       |  |

#### Sixième circonscription (Forbach)
| Candidat       | Candidat               | Parti          | Premier tour | Premier tour | Second tour | Second tour |  |
| Candidat       | Candidat               | Parti          | Voix         | %            | Voix        | %           |  |
| -------------- | ---------------------- | -------------- | ------------ | ------------ | ----------- | ----------- |  |
|                | Laurent Kalinowski élu | PS             | 12 750       | 37,45        | 17 762      | 53,70       |  |
|                | Florian Philippot      | RBM (FN)       | 8 969        | 26,34        | 15 317      | 46,30       |  |
|                | Pierre Lang sortant    | UMP            | 8 518        | 25,02        |             |             |  |
|                | Éric Vilain            | Extrême droite | 1 394        | 4,09         |             |             |  |
|                | Francis Schmitt        | CpF (MoDem)    | 705          | 2,07         |             |             |  |
|                | Pascal Schuster        | Cap21          | 494          | 1,45         |             |             |  |
|                | Lola Legrand           | LO             | 416          | 1,22         |             |             |  |
|                | Doris Metzger          | MÉI            | 416          | 1,22         |             |             |  |
|                | Abdel-Kader Dehar      | Divers         | 387          | 1,14         |             |             |  |
|                |                        |                |              |              |             |             |  |
| Inscrits       | Inscrits               | Inscrits       | 72 287       | 100,00       | 72 286      | 100,00      |  |
| Abstentions    | Abstentions            | Abstentions    | 37 642       | 52,07        | 37 370      | 51,7        |  |
| Votants        | Votants                | Votants        | 34 645       | 47,93        | 34 916      | 48,3        |  |
| Blancs et nuls | Blancs et nuls         | Blancs et nuls | 596          | 1,72         | 1 837       | 5,26        |  |
| Exprimés       | Exprimés               | Exprimés       | 34 049       | 98,28        | 33 079      | 94,74       |  |

#### Septième circonscription (Saint-Avold)
| Candidat       | Candidat                    | Parti          | Premier tour | Premier tour | Second tour | Second tour |  |
| Candidat       | Candidat                    | Parti          | Voix         | %            | Voix        | %           |  |
| -------------- | --------------------------- | -------------- | ------------ | ------------ | ----------- | ----------- |  |
|                | André Wojciechowski sortant | PRV (UMP)      | 15 310       | 32,45        | 18 471      | 37,74       |  |
|                | Paola Zanetti élue          | PS             | 15 054       | 31,91        | 18 840      | 38,49       |  |
|                | Nathalie Pigeot             | RBM (FN)       | 12 304       | 26,08        | 11 631      | 23,76       |  |
|                | Fabrice Boucher             | Divers gauche  | 2 596        | 5,50         |             |             |  |
|                | Fabienne Schnitzler         | MÉI            | 610          | 1,29         |             |             |  |
|                | Nora-Aline Herbet           | DLR            | 579          | 1,23         |             |             |  |
|                | Catherine Lainez            | LO             | 381          | 0,81         |             |             |  |
|                | Yves Vilbois                | NPA            | 341          | 0,72         |             |             |  |
|                |                             |                |              |              |             |             |  |
| Inscrits       | Inscrits                    | Inscrits       | 91 564       | 100,00       | 91 559      | 100,00      |  |
| Abstentions    | Abstentions                 | Abstentions    | 43 641       | 47,66        | 41 921      | 45,79       |  |
| Votants        | Votants                     | Votants        | 47 923       | 52,34        | 49 638      | 54,21       |  |
| Blancs et nuls | Blancs et nuls              | Blancs et nuls | 748          | 1,56         | 696         | 1,4         |  |
| Exprimés       | Exprimés                    | Exprimés       | 47 175       | 98,44        | 48 942      | 98,6        |  |

#### Huitième circonscription (Hayange)
| Candidat       | Candidat                      | Parti          | Premier tour | Premier tour | Second tour | Second tour |  |
| Candidat       | Candidat                      | Parti          | Voix         | %            | Voix        | %           |  |
| -------------- | ----------------------------- | -------------- | ------------ | ------------ | ----------- | ----------- |  |
|                | Michel Liebgott sortant réélu | PS             | 18 326       | 44,28        | 25 448      | 64,40       |  |
|                | Fabien Engelmann              | RBM (FN)       | 8 348        | 20,17        | 14 067      | 35,60       |  |
|                | Sylvie Thomas-Jaminet         | UMP            | 7 093        | 17,14        |             |             |  |
|                | Patrick Péron                 | FG (PCF)       | 3 704        | 8,95         |             |             |  |
|                | Frédéric Di Egidio            | CpF (MoDem)    | 904          | 2,18         |             |             |  |
|                | Pascal Didier                 | EÉLV           | 821          | 1,98         |             |             |  |
|                | Johanna Patrzek               | PRV            | 652          | 1,58         |             |             |  |
|                | Salah Haidas                  | PRG            | 391          | 0,94         |             |             |  |
|                | Bernard Thierry               | LO             | 370          | 0,89         |             |             |  |
|                | Josette Back                  | DLR            | 213          | 0,51         |             |             |  |
|                | Cédric Auveiler               | NPA            | 201          | 0,49         |             |             |  |
|                | Victor Villa                  | Divers centre  | 189          | 0,46         |             |             |  |
|                | Anne-Catherine Lévecque       | POI            | 179          | 0,43         |             |             |  |
|                |                               |                |              |              |             |             |  |
| Inscrits       | Inscrits                      | Inscrits       | 91 179       | 100,00       | 91 179      | 100,00      |  |
| Abstentions    | Abstentions                   | Abstentions    | 49 118       | 53,87        | 49 540      | 54,33       |  |
| Votants        | Votants                       | Votants        | 42 061       | 46,13        | 41 639      | 45,67       |  |
| Blancs et nuls | Blancs et nuls                | Blancs et nuls | 670          | 1,59         | 2 124       | 5,1         |  |
| Exprimés       | Exprimés                      | Exprimés       | 41 391       | 98,41        | 39 515      | 94,9        |  |

#### Neuvième circonscription (Thionville)
| Candidat       | Candidat                       | Parti                    | Premier tour | Premier tour | Second tour | Second tour |  |
| Candidat       | Candidat                       | Parti                    | Voix         | %            | Voix        | %           |  |
| -------------- | ------------------------------ | ------------------------ | ------------ | ------------ | ----------- | ----------- |  |
|                | Anne Grommerch sortante réélue | UMP                      | 20 130       | 40,04        | 26 519      | 53,07       |  |
|                | Bertrand Mertz                 | PS                       | 19 422       | 38,63        | 23 449      | 46,93       |  |
|                | Élisabeth Barget               | RBM (FN)                 | 6 779        | 13,48        |             |             |  |
|                | Annie Hackenheimer             | FG (PCF) (Divers gauche) | 1 360        | 2,71         |             |             |  |
|                | Éliane Romani                  | EÉLV                     | 1 289        | 2,56         |             |             |  |
|                | Agnès Lenert                   | DLR                      | 641          | 1,27         |             |             |  |
|                | Marie-Paul Behr                | AÉI                      | 350          | 0,70         |             |             |  |
|                | Guy Maurhofer                  | LO                       | 301          | 0,60         |             |             |  |
|                |                                |                          |              |              |             |             |  |
| Inscrits       | Inscrits                       | Inscrits                 | 97 029       | 100,00       | 97 022      | 100,00      |  |
| Abstentions    | Abstentions                    | Abstentions              | 46 124       | 47,54        | 45 838      | 47,24       |  |
| Votants        | Votants                        | Votants                  | 50 905       | 52,46        | 51 184      | 52,76       |  |
| Blancs et nuls | Blancs et nuls                 | Blancs et nuls           | 633          | 1,24         | 1 216       | 2,38        |  |
| Exprimés       | Exprimés                       | Exprimés                 | 50 272       | 98,76        | 49 968      | 97,62       |  |